# Can Borra (Llagostera)
Can Borra de Llagostera és una masia tradicional originàriament de planta quadrada i posteriorment transformada que forma part de l'Inventari del Patrimoni Arquitectònic de Catalunya. Destaca en la façana la gran porta dovellada de pedra de granit i la finestra de la primera planta d'estil renaixentista amb trencaaigües i arrencaments esculpits en forma de galló. També hi ha una rapissa emmotllurada. L'edifici presenta també una pallissa annexa amb una columna de pedra amb base i capitell quadrat.

## Història
Segurament l'edifici primitiu fou destruït i es conserva únicament la porta i la finestra del primer pis. Posteriorment es reconstruïa la casa tot conservant aquest elements.